# Oliver Dunne
Oliver Dunne (Dublin, 1977) is een Ierse chef-kok en restauranteigenaar. Hij is de eigenaar van het Michelinster-winnende Bon Appétit in Malahide, County Dublin. Hij werkt geregeld mee aan het tv-programma The Afternoon Show.
Dunne begon zijn carrière als commis-chef bij het Gotham Café in Dublin. Vandaar ging hij verder, onder meer bij Peacock Alley, voor hij naar Londen vertrok. Hier werkte hij onder meer voor Gordon Ramsay en Gary Rhodes.
In 2003 keerde Dunne terug naar Ierland en ging als chef-kok aan de slag bij Zucchini in Ranelagh. Reeds na enkele weken herdoopte hij het tot Mint. In 2006 nam chef Dylan McGrath het stokje over en Dunne kocht zelf Bon Appétit in Malahide. In 2008 verwierf hij daar een Michelinster.
Naast zijn werk in het restaurant is Dunne ook gast-chef aan de "Dublin Cookery School", een instituut voor kookcursussen.

## Trivia
- Dunne woont Malahide, is gehuwd en heeft twee kinderen.